# Kallaste
Kallaste is een stad aan het Peipusmeer in het noordoosten van de Estische provincie Tartumaa. De stad telt 651 inwoners (2024) en wedijvert daarmee met Mõisaküla in de provincie Viljandimaa om de titel ‘kleinste stad van Estland’.

## Bevolking
Het aantal inwoners loopt terug, zoals blijkt uit het volgende staatje:
| Jaar            | 2011 | 2017 | 2019 | 2021 | 2023 | 2024 |
| --------------- | ---- | ---- | ---- | ---- | ---- | ---- |
| Aantal inwoners | 852  | 769  | 738  | 685  | 655  | 651  |

## Geschiedenis
Kallaste ontstond in de late 18de eeuw als nederzetting van Russische oudgelovigen. Zij noemden de plaats Krasnyje Gory (Красные Горы), Rode Bergen, naar de plaatselijke rotskust van rode zandsteen aan het Peipusmeer. De eerste vermelding was in 1796. Nog steeds heeft Kallaste een overwegend Russische bevolking.
Kallaste heeft sinds 1938 de status van stad. Tussen 1950 en 1959 was het de hoofdplaats van een kortstondig rayon Kallaste, waarna de stad bij Tartumaa werd gevoegd. Tussen 1991 en 2017 was Kallaste een aparte stadsgemeente. In 2017 werd Kallaste bij de gemeente Peipsiääre gevoegd.

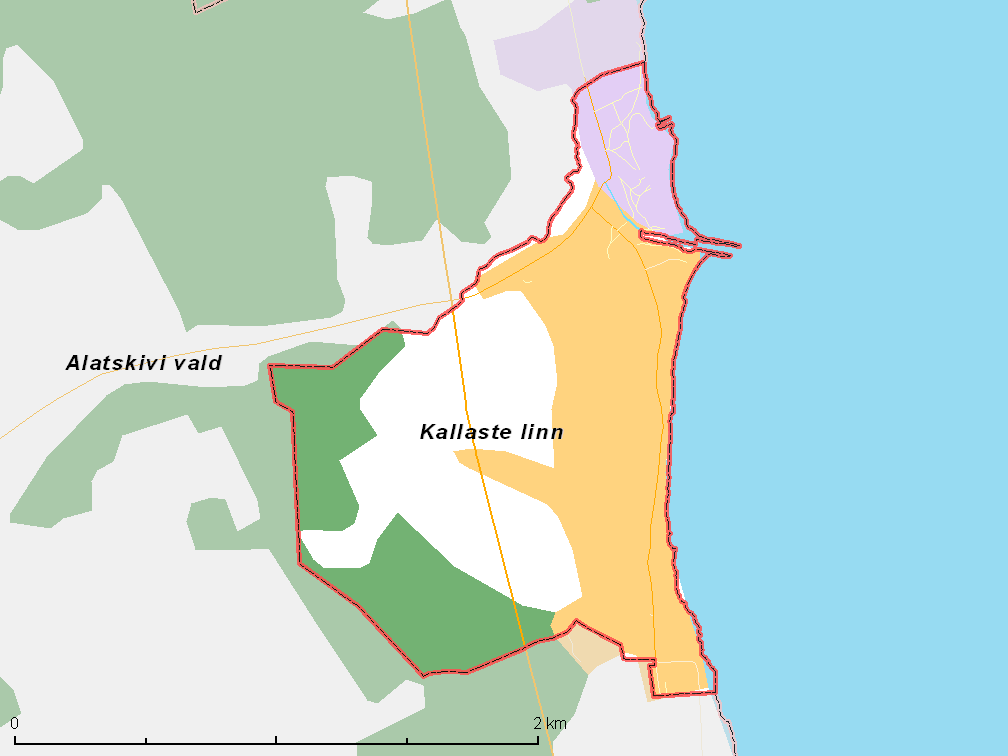
De gemeente met omliggende gemeenten, situatie begin 2017

## Foto's

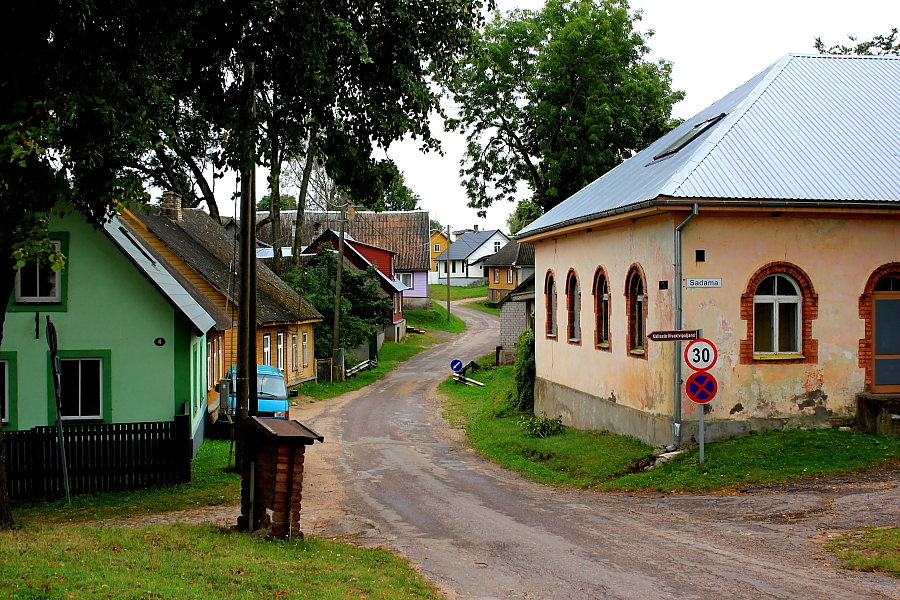
Straat in Kallaste
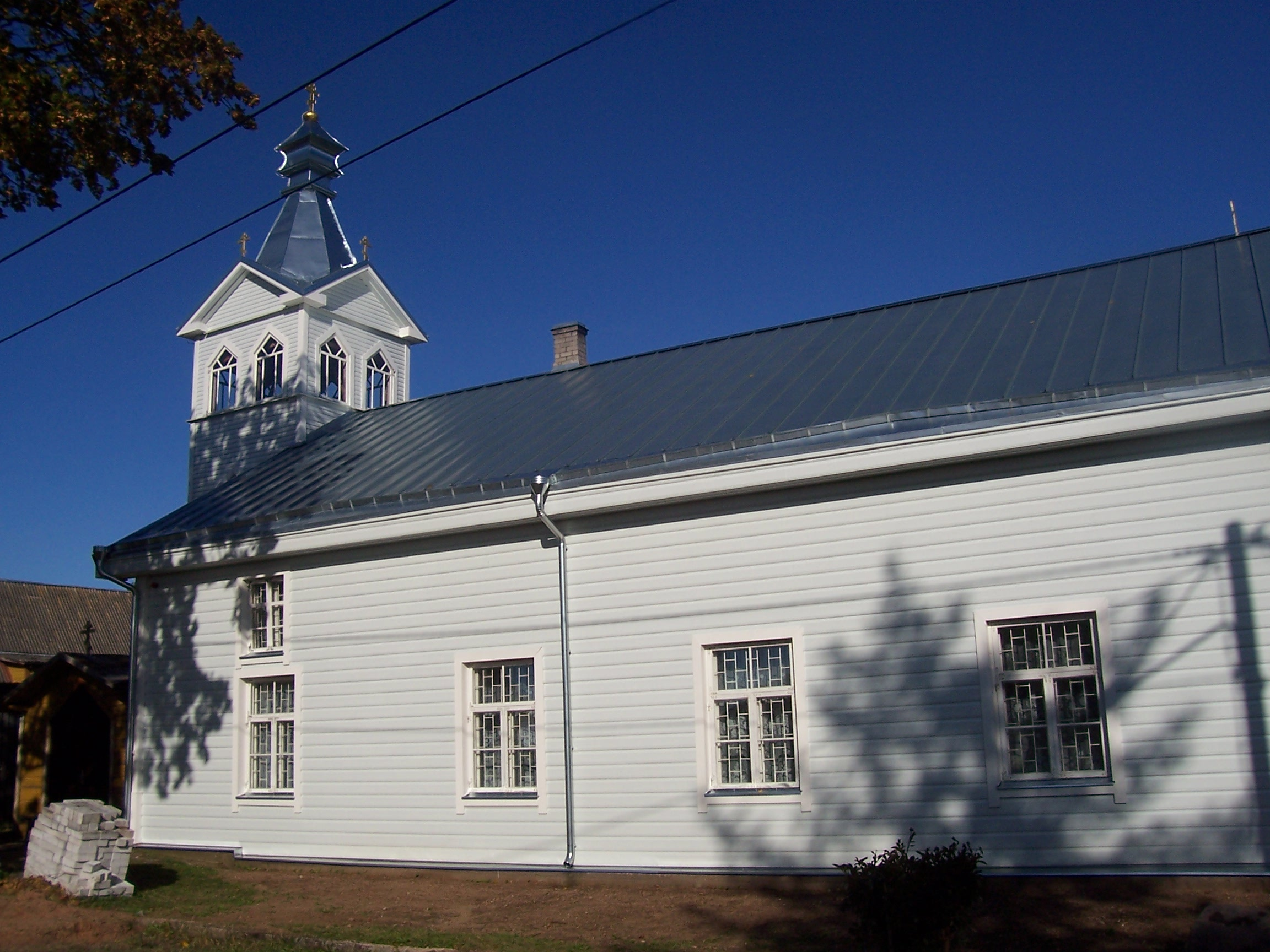
Kerk van de oudgelovigen
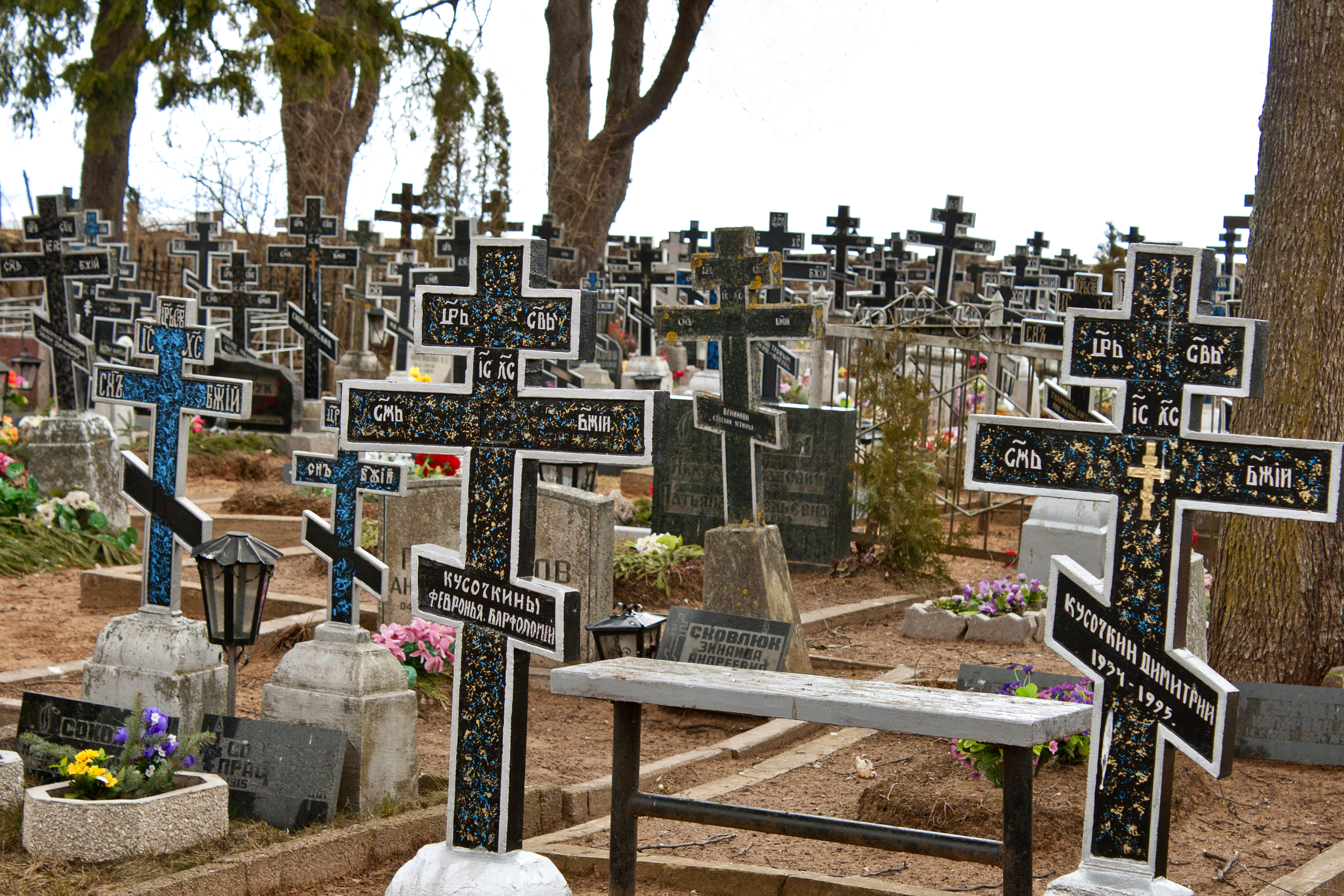
Kerkhof van de oudgelovigen
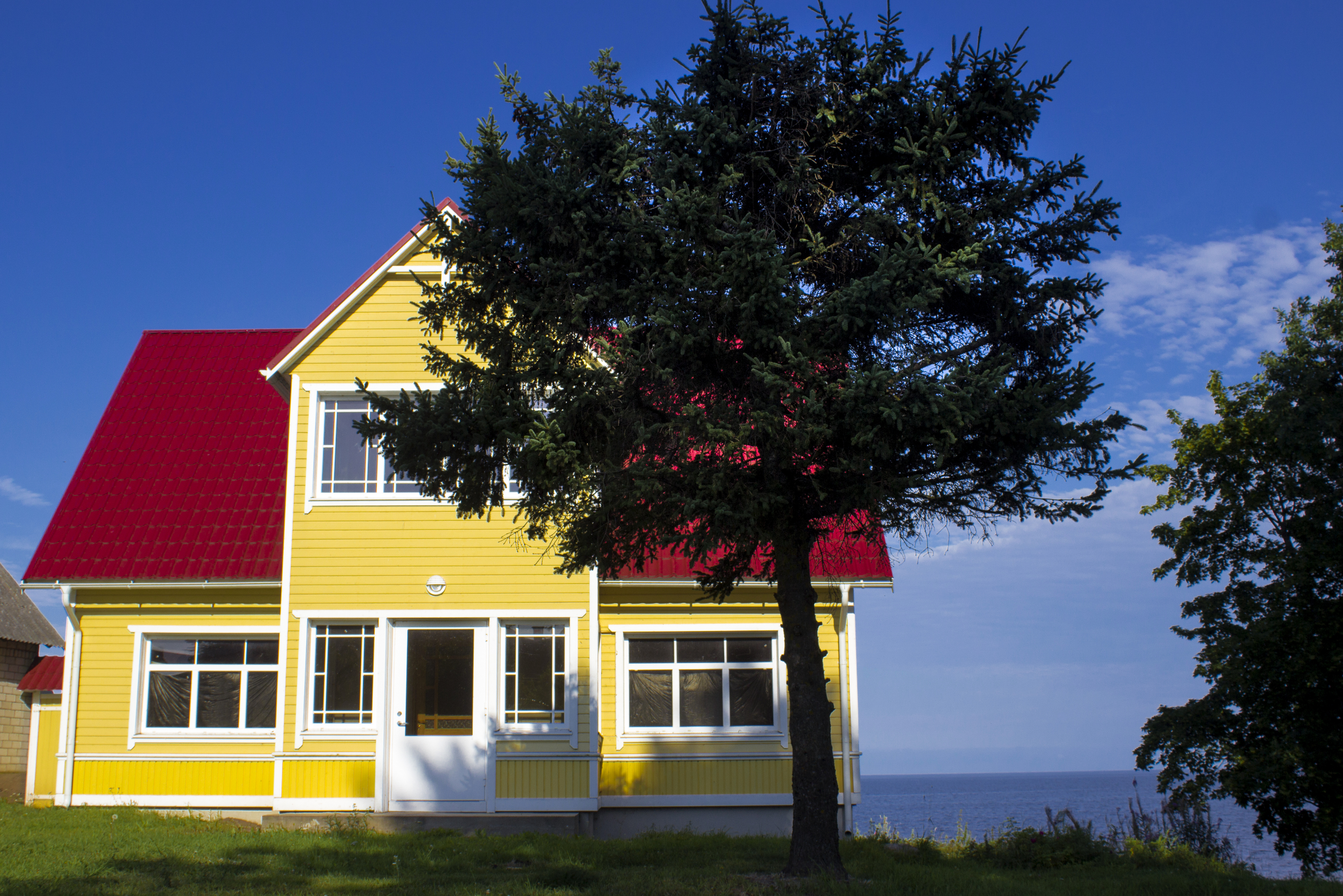
Houten huis in Kallaste
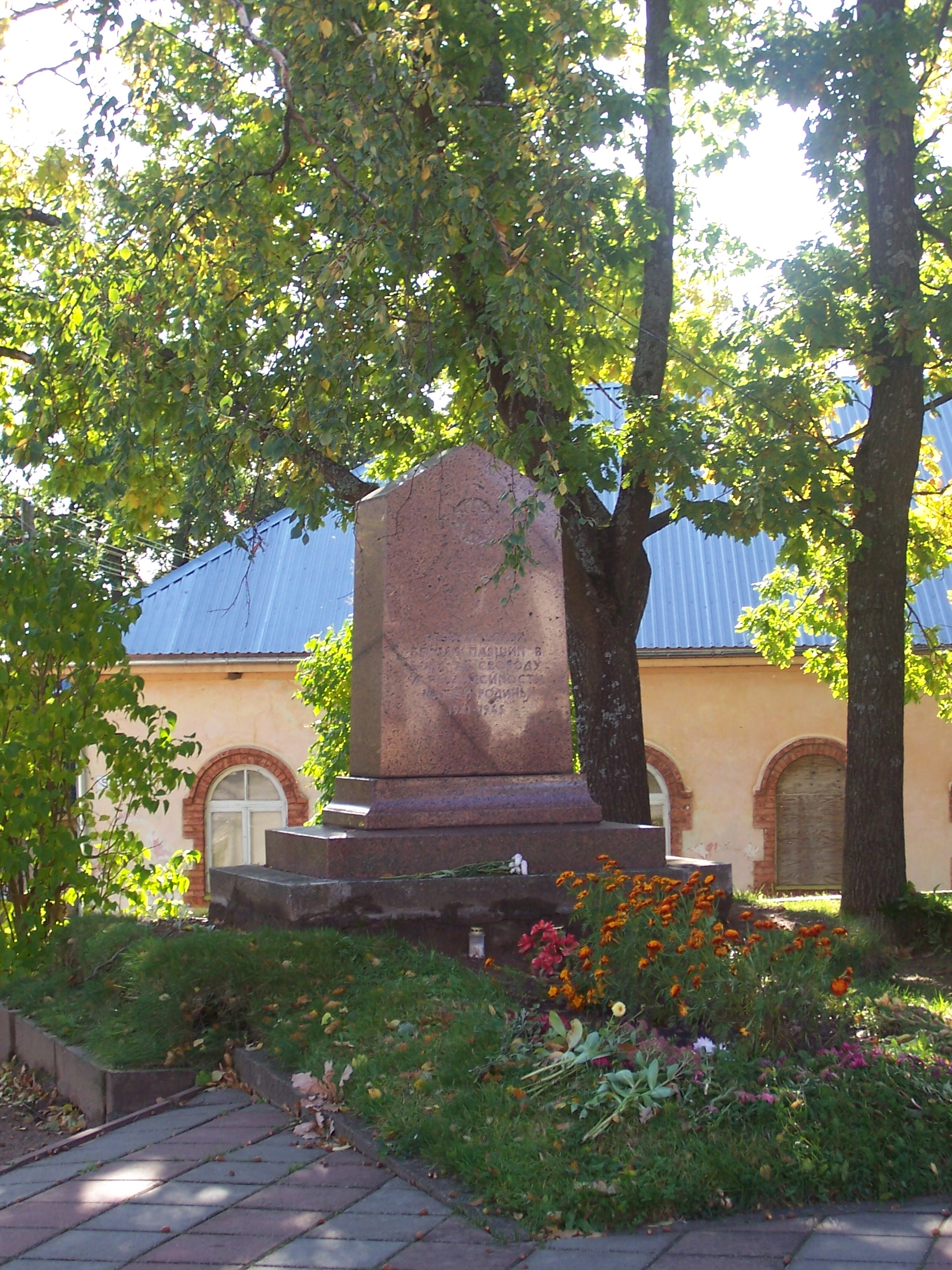
Monument voor de gesneuvelde Sovjetsoldaten
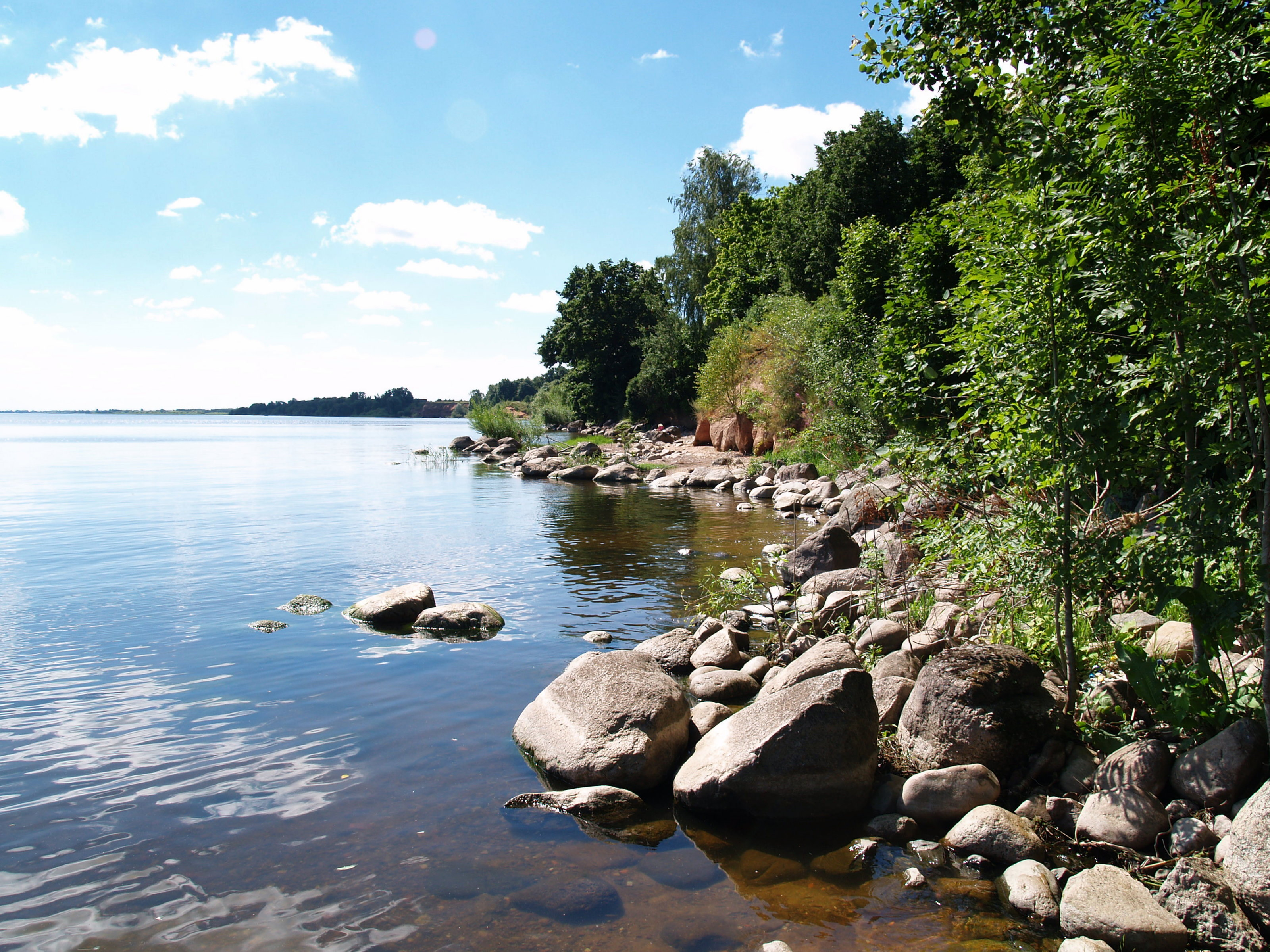
De kust van het Peipusmeer bij Kallaste